# Liste der Naturdenkmale in Waldkappel
Die Liste der Naturdenkmale in Waldkappel nennt die im Gebiet von Waldkappel im Werra-Meißner-Kreis in Hessen gelegenen Naturdenkmale.

## Liste
| Bild                          | Bezeichnung                                          | Ortsteil, Lage                                                   | Beschreibung | Art         | Nr.         |
| ----------------------------- | ---------------------------------------------------- | ---------------------------------------------------------------- | --- | ----------- | ----------- |
| Fotos hochladen               | 1 Linde                                              | Harmuthsachsen 51° 9′ 46,2″ N, 9° 51′ 12,6″ O                    | Das Alter des mehr als 20 Meter hohen Baumes ist kaum zu bestimmen, sein Pflanzdatum ist unbekannt. An seinem Fuß ist ein Kreuzstein aus Sandstein aufgestellt, der auch Schäferstein oder Heiliges Kreuz genannt wird und zu den schützenswerten Gedenk- und Sühnesteinen gehört, die auf Plätzen stehen, an denen sich tragische Unfälle oder Verbrechen ereigneten. Nach alter mündlicher Überlieferung sollen sich hier ein Schäfer und ein Bauer im Streit gegenseitig erschlagen haben. |             | WDK 636.083 |
| BW                            | 1 Douglasfichte                                      | Wollstein 51° 9′ 11,9″ N, 9° 48′ 45″ O                           | |             | WDK 636.084 |
| BW                            | Buche „Laternchen“                                   | Waldkappel 51° 8′ 45,6″ N, 9° 51′ 15,7″ O                        | |             | WDK 636.137 |
| mehr Fotos \| Fotos hochladen | Lauseeiche                                           | Bischhausen 51° 6′ 56″ N, 9° 56′ 32,5″ O                         | Der im Kreuzungsbereich mehrerer Waldwege stehende Baum soll in der Zeit um 1750 bis 1780 gepflanzt worden sein, um die Stelle zu markieren, an der die Gemarkungen von Bischhausen, Wichmannshausen und Hoheneiche aufeinanderstießen. Die ursprünglich selbständigen Dörfer wurden im Rahmen der hessischen Gebietsreform Anfang der 1970er Jahre nach Waldkappel, Sontra und Wehretal eingegliedert. |             | WDK 636.139 |
| BW                            | Lindenbäumchen                                       | Waldkappel 51° 9′ 22,6″ N, 9° 53′ 15,5″ O                        | |             | WDK 636.506 |
| BW                            | Die sog. 7 Linden (Gruppe von 7 Linden in Kreisform) | Waldkappel 51° 8′ 29,4″ N, 9° 53′ 2,4″ O                         | |             | WDK 636.507 |
| Fotos hochladen               | 1 Linde                                              | Bischhausen, Am Kirchplatz 51° 8′ 16,5″ N, 9° 56′ 3,3″ O         | Die Linde, die im Jahr 1936 als Naturdenkmal ausgewiesen wurde, steht an der südwestlichen Ecke der Kirche, dessen Wehrturm die Ortssilhouette Bischhausens prägt. Der die Kirche umgebende zentrale Platz wurde im Rahmen der Dorferneuerung 1997 umgestaltet. Er liegt im Zentrum der aus geschichtlichen Gründen denkmalgeschützten historischen Gesamtanlage. Die Dorfkirche ist wegen ihrer künstlerischen, geschichtlichen und städtebaulichen Bedeutung ein geschütztes Kulturdenkmal. |             | WDK 636.524 |
| BW                            | 1 Linde                                              | Forststraße 51° 8′ 20,1″ N, 9° 55′ 52,1″ O                       | | Bischhausen | WDK 636.527 |
| BW                            | Linde                                                | Eltmannsee, Rügenweg / Syltweg 51° 5′ 43,2″ N, 9° 49′ 44,9″ O    | |             | WDK 636.532 |
| Fotos hochladen               | 2 Linden                                             | Friemen, Lilienstraße, Friedhof 51° 7′ 24,7″ N, 9° 50′ 56,9″ O   | Die beiden Linden, die dicht beieinander auf dem Friedhof am westlichen Ortsausgang von Friemen stehen, wurden anlässlich einer Neuregelung des Naturschutzes in das Naturdenkmalbuch des Kreises Eschwege eingetragen und erhielten mit dem Inkrafttreten der Verordnung zur Sicherung von Naturdenkmalen in den Stadt- und Landkreisen des Regierungsbezirks Kassel am 1. November 1936 den Schutz des Reichsnaturschutzgesetzes. In unmittelbarer Nähe zu den beiden Bäumen befindet sich das Grab des hannoverschen Majors a. D. Johann Nicolaus Brenning, der in Friemen begütert war. Brenning, im Dezember 1788 in Altona geboren, starb am 14. Februar 1855 in Friemen. Seine Ruhestätte, mit der noch vollständig erhaltenen Grabeinfassung und dem gusseisernen Kreuz, steht aus künstlerischen Gründen als Kulturdenkmal unter Denkmalschutz. |             | WDK 636.540 |
| Fotos hochladen               | Linde                                                | Gehau, Dürerstraße / Rembrandtweg 51° 5′ 48,7″ N, 9° 48′ 44,1″ O | Die im Jahr 1936 als Naturdenkmal ausgewiesene Linde steht in der Dorfmitte von Gehau. |             | WDK 636.541 |
| mehr Fotos \| Fotos hochladen | 1 Linde                                              | Rechtebach 51° 6′ 56,6″ N, 9° 52′ 19,6″ O                        | Die Linde wurde auf dem Dorfanger in unmittelbarer Nähe zur Kirche von Rechtebach gepflanzt. Kirche und Anger befinden sich in der Ortsmitte und werden von einer weitgehend erhaltenen historischen Bebauung umgeben. Der runde Platz, in dessen Mitte sich die Linde erhebt, wird von einer bis zu 50 cm hohen Mauer aus Sandsteinquadern umfasst und hat einen Durchmesser von etwa 9 m. Außerhalb des ummauerten Bereiches steht eine zweite, vermutlich gleichaltrige Linde. |             | WDK 636.574 |
| BW                            | Urselseewiesen, kleines Hochmoor in Basalt           | Rodebach 51° 11′ 4,6″ N, 9° 51′ 18,7″ O                          | |             | WDK 636.606 |
| mehr Fotos \| Fotos hochladen | Seesteine, Gruppe gigantischer Basaltfelsen          | Rodebach 51° 11′ 35,9″ N, 9° 51′ 2,1″ O                          | |             | WDK 636.608 |
| Fotos hochladen               | Eiche                                                | Kirchhosbach 51° 7′ 0,6″ N, 9° 54′ 15,3″ O                       | Als „das Tal beherrschender“ Baum wurde die Eiche am südlichen Ortseingang von Kirchhosbach zum Naturdenkmal erklärt. |             | WDK 636.619 |
| mehr Fotos \| Fotos hochladen | Alpstein, Basaltduchbruch                            | Kirchhosbach 51° 6′ 37,8″ N, 9° 54′ 22,9″ O                      | Der Alpstein ist ein erloschener Vulkan aus dem Miozän, dessen Magma nicht an der Oberfläche austrat, sondern im Buntsandstein stecken blieb und dort langsam erstarrte. Vermutlich ab Ende des 18. Jahrhunderts wurde an der in der Landschaft zurückgebliebenen Kuppe ein Steinbruch betrieben und Basalt gebrochen. Mit der Ausweisung als Naturdenkmal um 1930 endeten die Arbeiten und der teilweise abgebaute Schlot wird als erdgeschichtliche Bildung, die Erkenntnisse über die Entwicklung der Erde vermittelt und das Wirken geologischer Kräfte zeigt, geschützt. |             | WDK 636.620 |